# Sizão Machado
Sizão Machado (, ) é um contrabaixista, arranjador e compositor brasileiro, conhecido internacionalmente por atuar como contrabaixista ao lado de artistas nacionais e internacionais como Chet Baker, Herbie Mann, Elis Regina, Jim Hall, Chico Buarque, Dori Caymmi, Djavan, Milton Nascimento, Dionne Warwick e Ivan Lins, entre outros.
Como professor, Sizão Machado realizou diversas oficinas pelo mundo, como o workshop na Juilliard School, em Nova Iorque, e o curso de música brasileira no Conservatório de Música Rítmica em Copenhague, na Dinamarca.